# Kujtuni járás

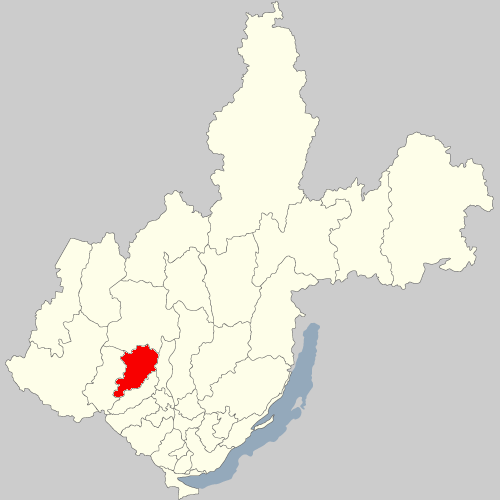
A Kujtuni járás az Irkutszki területen

A Kujtuni járás (oroszul Куйту́нский райо́н) Oroszország egyik járása az Irkutszki területen. Székhelye Kujtun.

## Népesség
- 1989-ben 42 455 lakosa volt.
- 2002-ben 38 311 lakosa volt.
- 2010-ben 31 856 lakosa volt, melyből 30 626 orosz, 267 csuvas, 175 ukrán stb.